# End of an Era
End of an Era je živé album od finské kapely Nightwish, které bylo nahráno dne 21. října 2005 v Hartwall Aréně v Helsinkách. Po tomto největším koncertě kapely byla vyhozena zpěvačka Tarja Turunen.

## Seznam skladeb
| Pořadí         | Název                       | Délka  |
| -------------- | --------------------------- | ------ |
| 1.             | Dark Chest Of Wonders       | 5:08   |
| 2.             | Planet Hell                 | 4:45   |
| 3.             | Ever Dream                  | 5:27   |
| 4.             | The Kinslayer               | 4:09   |
| 5.             | Phantom Of The Opera        | 5:12   |
| 6.             | The Siren                   | 4:53   |
| 7.             | Sleeping Sun                | 4:55   |
| 8.             | High Hopes                  | 6:55   |
| 9.             | Bless The Child             | 6:25   |
| 10.            | Wishmaster                  | 4:44   |
| 11.            | Slaying The Dreamer         | 5:05   |
| 12.            | Kuolema Tekee Taiteilijan   | 4:13   |
| 13.            | Nemo                        | 4:46   |
| 14.            | Ghost Love Score            | 10:29  |
| 15.            | Stone People                | 4:09   |
| 16.            | Creek Mary's Blood          | 8:39   |
| 17.            | Over The Hills And Far Away | 5:26   |
| 18.            | Wish I Had An Angel         | 7:52   |
| Celková délka: | Celková délka:              | 103:12 |